# 聖露西亞巨稻鼠
聖露西亞巨稻鼠（Megalomys luciae），又名聖露西亞大稻鼠，是聖盧西亞一種已滅絕的鼠類。牠們的大小如貓，腹部較其近親安地列斯巨稻鼠的深色，爪子幼長。最後的聖露西亞巨稻鼠是在飼養3年後的1852年在倫敦動物園死亡。牠們可能是於19世紀末消失的。在倫敦的自然歷史博物館有存放其標本。